# کارلوس ناوارو
 کارلوس روبن ناوارو والدز (زاده ۸ مه ۱۹۹۶) تکواندوکار مکزیکی است. 
وی نماینده کشورش در وزن ۵۸- کیلوگرم تکواندو مردان در بازی های المپیک تابستانی ۲۰۱۶ بود.